# Śpieszkowate
Śpieszkowate, śpieszki (Rhaphidophoridae) – rodzina bezskrzydłych, głównie drapieżnych owadów prostoskrzydłych (Orthoptera), szeroko rozprzestrzenionych na wszystkich kontynentach, poza Antarktydą. Mają bardzo wydłużone odnóża, czułki i głaszczki. Charakteryzuje je również brak narządu słuchu na przednich goleniach. Niektóre żywią się martwą materią organiczną.
W Europie stwierdzono występowanie ponad 40 gatunków. W ortopterofaunie Polski odnotowano jeden synantropijny, zawleczony gatunek – śpieszek cieplarniany (Diestrammena asynamora, syn. Tachycines asynamorus). Jego obecne występowanie w Polsce nie jest pewne z powodu powszechnego stosowanie środków ochrony roślin.
Występują w jaskiniach, grotach i tym podobnych, wilgotnych siedliskach. Prowadzą nocny tryb życia. Rodzina Rhaphidophoridae wraz z Anostostomatidae obejmuje m.in. reliktowe gatunki nowozelandzkich szarańczaków określanych nazwą weta.
Owady zaliczane do tej rodziny grupowane są w podrodzinach:
Aemodogryllinae - Anoplophilinae - Ceuthophilinae - Dolichopodainae - Gammarotettiginae - Macropathinae - Rhaphidophorinae - Troglophilinae - Tropidischiinae - †Protroglophilinae